# NGC 3602
NGC 3602 (również PGC 34351) – galaktyka spiralna (Sb), znajdująca się w gwiazdozbiorze Lwa. Odkrył ją Albert Marth 4 marca 1865 roku. Jest to galaktyka z aktywnym jądrem typu LINER.